# Mario's Game Gallery
Mario's Game Gallery és un videojoc per a ordinador que va sortir el 1995 per a MS-DOS i més tard amb el nom Mario's FUNdamentals el 1996 per a Macintosh el 1996 i el 1997 per a Microsoft Windows. Es tracta d'un joc que consta de cinc modes on s'hi poden jugar jocs de taula tradicionals: les dames, el backgammon, el go fish, el dòmino i el "yacht", una versió de la carrera de daus, però amb temàtiques de Mario. El jugador directament juga contra en Mario, amb la veu de Charles Martinet, qui oficialment es va estrenar com a veu d'en Mario amb aquest joc.
La versió de MS-DOS va ser desenvolupada per Presage Software i publicada per Interplay Productions. Mario's FUNdamentals va ser desenvolupat per Brainstorm Entertainment i publicada per Mindscape (Windows) i Stepping Stone (Mac).
Ambdues versions van rebre crítiques mixtes, i és considerat un dels jocs més estranys i més dolents de la franquícia Mario pel fet que gairebé acabessin amb la marca.